# Manhattan Melodrama
Manhattan Melodrama ist ein US-amerikanischer Kriminalfilm des Regisseurs W. S. Van Dyke aus dem Jahr 1934 mit Clark Gable, William Powell und Myrna Loy in den Hauptrollen. Das Drehbuch basiert auf einer Erzählung von Arthur Caesar und dem Unglück des Raddampfers General Slocum.

## Handlung
Bei einer Schiffskatastrophe im New Yorker Hafen verlieren Blackie Gallagher und Jim Wade ihre Eltern. Beide Jungen werden von Pater Joe gerettet und in die Obhut von Poppa Rosen gegeben, der vor einiger Zeit seinen eigenen Sohn verloren hat. Einige Jahre später stirbt der Ziehvater, als er bei einer Demonstration gegen den russischen Marxisten Leo Trotzki von Polizeipferden zu Tode getrampelt wird.
Blackie und Jim wenden sich verschiedenen Zielen zu. Blackie verbringt seine Zeit mit dem Glücksspiel, während Jim studiert. In den 1920er Jahren ist Blackie Besitzer eines Spielclubs, während Jim zum Bezirksstaatsanwalt wird. Auch wenn sie auf verschiedenen Seiten des Gesetzes stehen, verehrt Blackie Jim. Auch Blackies Freundin Eleanor ist von Jim beeindruckt. Sie versucht Blackie zur Aufgabe des Glücksspiels zu bringen. Doch Blackie will sein Leben nicht ändern und verlässt sie. Eleanor wendet sich Jim zu, beide heiraten bald darauf.
Als der Spieler Manny Arnold erschossen wird, gerät Blackie unter Mordverdacht. Spud, Blackies und Jims Freund aus Kindheitstagen, lässt versehentlich Jims Mantel am Tatort liegen. Blackie bringt Spud dazu, sein bei einem Schneider angefertigtes exaktes Duplikat des Mantels zu Jim zu bringen. Jim ist deshalb überzeugt, dass Blackie mit dem Mord nichts zu tun hat. Einige Zeit später stellt sich Jim zur Wahl zum Gouverneur. Als er seinen korrupten Assistenten Richard Snow entlässt, droht er ihn an die Presse zu gehen und ihn mit dem Arnold-Mord in Verbindung zu bringen. Eleanor erzählt Blackie davon, der daraufhin Snow erschießt. Allerdings gibt es für den Mord einen Zeugen: einen angeblich blinden Bettler, der ihn am Tatort gesehen hat.
Jim muss Blackie wegen Mordes anklagen. Blackie ist von Jims Integrität beeindruckt. Er wird aufgrund Jims Plädoyer zum Tode verurteilt. Voller Stolz verfolgt er die Wahl, die Jim daraufhin gewinnt. Eleanor bittet Jim, Blackie die Todesstrafe zu erlassen, weigert er sich. Als sie ihm erzählt, dass Blackie Snow getötet hat, um ihm zu helfen, weiß er zudem um das fehlende Motiv. Erst als Eleanor ihn verlässt, besinnt er sich anders. Doch Blackie will lieber auf dem elektrischen Stuhl sterben, als sein Leben hinter Gittern zu verbringen. Nach Blackies Hinrichtung tritt Jim als Gouverneur zurück und ist wieder mit Eleanor vereint.

## Hintergrund
Die Uraufführung fand am 2. Mai 1934 statt. In Deutschland ist der Film bislang nicht gezeigt worden.
Für die Ausstattung sorgten Cedric Gibbons, Edwin B. Willis und Joseph C. Wright. Toningenieur war Douglas Shearer. Als Regieassistent arbeitete Lesley Selander.
Dies ist der erste von 14 Filmen, in denen Myrna Loy und William Powell gemeinsam vor der Kamera standen. Nach diesem Film begannen sie mit der erfolgreichen „Dünner Mann“-Serie, ebenfalls unter der Regie von W. S. Van Dyke.
Bei einer Aufführung im Biograph-Kino in 2433 North Lincoln Avenue, Chicago am 22. Juli 1934 befand sich unter den Zuschauern auch der gesuchte Verbrecher John Dillinger. Beim Verlassen des Kinos wurde er von der Polizei erschossen. Diese Begebenheit, inklusive Szenen aus diesem Film im Hintergrund auf einer Kinoleinwand, wird auch im Film Public Enemies (2009) von Michael Mann dargestellt. 
In Österreich kam der Film unter dem Titel Mord in Manhattan in den Verleih.

## Kritiken
Variety betonte, die Geschichte sei voller schlagkräftiger und publikumswirksamer Zutaten. Die schnellen, knackigen und intelligenten Dialoge treiben den Genuss weiter. Mordaunt Hall von der New York Times sah hingegen eine mechanische Geschichte, die es kaum wert sei, von dieser Besetzung gespielt zu werden.

## Auszeichnungen
1935 wurde Arthur Caesar in der Kategorie Beste Originalgeschichte mit dem Oscar ausgezeichnet.